# Magno Alves
Magno Alves, född 13 januari 1976 i Aporá i Brasilien, är en brasiliansk fotbollsspelare.